# La Valse de Peshawar
Pour plus de détails, voir Fiche technique et Distribution.
La Valse de Peshawar (Пешаварский вальс, Peshavarskiy vals) est un film de guerre russe réalisé par Timur Bekmambetov et Gennadi Kayumov et sorti en 1994.
Il documente la révolte de Badaber (ru) du 26 avril 1985, un soulèvement de prisonniers de guerre soviétiques et afghans dans le camp moudjahidine de Badaber (en) au Pakistan.

## Synopsis
En mai 1985, le journaliste britannique Charlie Palmer et le médecin français Victor Dubois se rendent en jeep dans un camp de moudjahidines près de Peshawar pour interviewer des soldats soviétiques capturés sur leurs expériences de guerre. Certains refusent de répondre, d'autres parlent de napalm et d'armes chimiques, et on ne sait pas si les soldats torturés disent la vérité ou s'ils se calomnient dans l'espoir de susciter l'intérêt des correspondants occidentaux.
Soudain, les prisonniers désarment les gardiens et prennent le journaliste en otage. Mais ils n'ont élaboré aucun plan défini. S'étant emparé de la radio, ils passent à l'antenne. Les autorités soviétiques ne les croient pas et pensent à une ruse de l'ennemi. Les rebelles se rendent vite compte qu'il est illusoire d'attendre de l'aide.

## Fiche technique
Sauf indication contraire, les informations mentionnées dans cette section peuvent être confirmées par la base de données cinématographiques IMDb,  présente dans la section « Liens externes ».
- Titre : La Valse de Peshawar[1]
- Titre original russe : Пешаварский вальс (Peshavarskiy vals)[2]
- Réalisation : Timur Bekmambetov
- Scénario : Timur Bekmambetov, Guennadi Kaïoumov
- Photographie : Sergueï Trofimov (ru), Fiodor Aranichev
- Musique : Alexandre Voïtinski
- Décors : Sabit Kourmanbekov
- Production : Timour Bekmambetov
- Société de production : Iskona Film, Dardkompani
- Pays de production :  Russie
- Langue de tournage : russe
- Format : Couleur
- Durée : 86 minutes (1 h 26)
- Genre : Guerre
- Dates de sortie :
  - Tchéquie : juillet 1994 (Festival international du film de Karlovy Vary)
  - Russie : 20 décembre 1995

## Distribution
- Barry Kushner : Charlie Palmer
- Viktor Verjbitski : Victor Dubois
- Sergueï Plotnikov (ru)
- Guennadi Kaïoumov
- Alexis Chemès (ru)

## Distinction
Lors du 29e festival international du film de Karlovy Vary, le film a été nommé pour le Globe de cristal du Festival de Karlovy Vary et Timour Bekmambetov a reçu le prix du meilleur réalisateur.